# Manuel Gaona Cruz
Manuel Gaona Cruz (Tunja, 15 de mayo de 1941 - Bogotá, 7 de noviembre de 1985) fue un abogado litigante, profesor universitario y jurista colombiano. Gaona Magistrado de la Corte Suprema de Justicia de Colombia, siendo uno de los 11 juristas que murió asesinado al interior

## Biografía
Manuel Gaona Cruz nació en Tunja (Boyacá) el 15 de mayo de 1941. Se graduó en derecho y con honores de la Universidad Externado de Colombia, obtuvo su doctorado en Derecho Constitucional y Ciencias Políticas en la Universidad de la Sorbona de París I en 1968. Su tesis fue laureada por la Universidad de La Sorbona de París y por el Gobierno de la República de Francia tras varios volúmenes de disertación constitucional sobre el presidencialismo latinoamericano bajo la guía de Maurice Duverger.

### Trayectoria profesional
Gaona contribuyó al desarrollo del derecho constitucional en Colombia por sus sentencias como Juez y Magistrado de la Corte Suprema de Justicia y Presidente de la Sala Constitucional, así como por sus contribuciones académicas como profesor titular y visitante en varias universidades de Colombia y América Latina. Manuel Gaona Cruz fue el autor del control constitucional tipo integral en Latinoamérica en contraposición a los controles constitucionales clásicos del modelo Americano descentralizado (judicial review) y el modelo europeo concentrado (Normancontroller o constitutional review).
Manuel Gaona fue además Secretario General de la Procuraduría, Presidente de la Universidad Distrital Francisco José de Caldas, Profesor de Derecho Constitucional y Director del Departamento de Derecho Público de la Universidad Externado, Viceministro de Justicia, Ministro de Justicia encargado, Magistrado de la Corte Suprema de Justicia y Presidente de la Sala Constitucional.

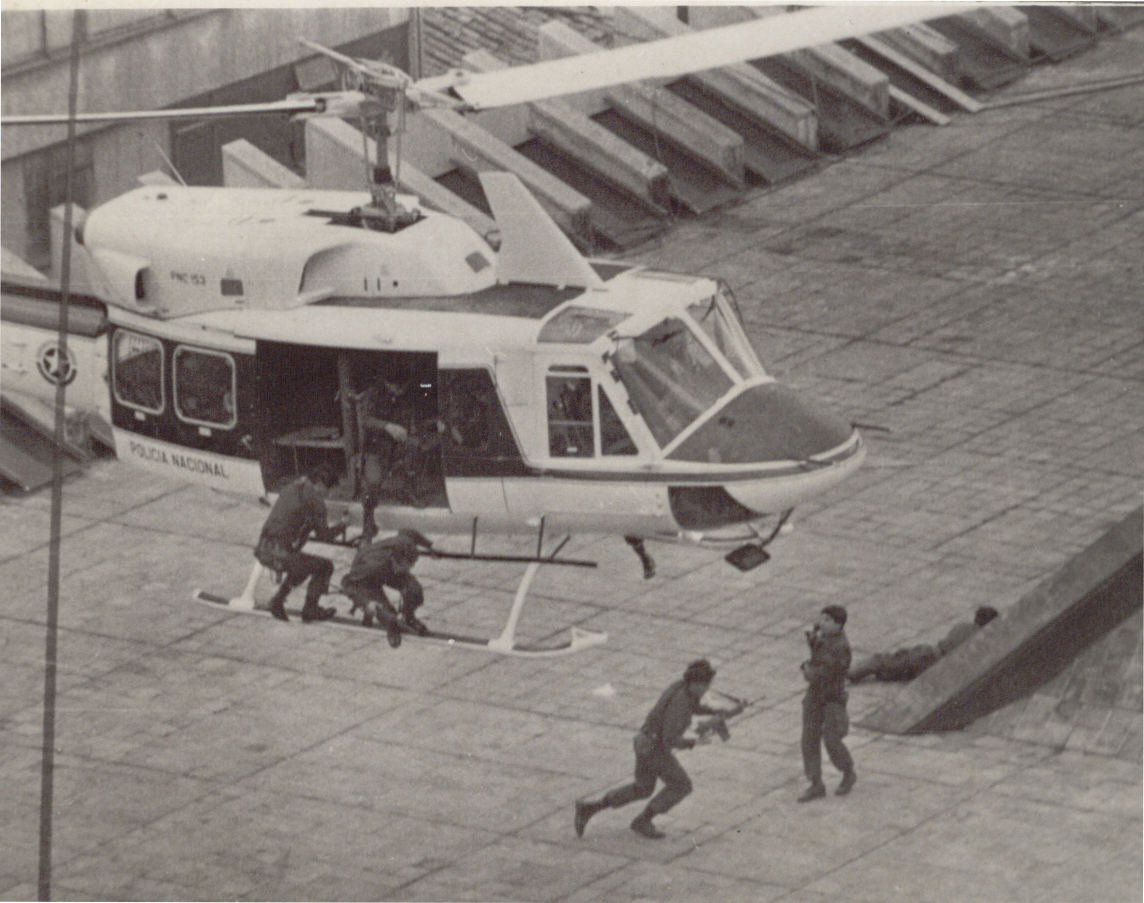
Policía de Colombia durante la retoma del Palacio de Justicia, 6 de noviembre de 1985.

El magistrado Gaona fue conocido por sus decisiones relacionadas con limitaciones al poder de policía, control constitucional a las fuerzas armadas, la libertad de prensa, la separación de poderes, la autonomía del Juez e inmutabilidad constitucional de la Suprema Corte, entre muchos otros trabajos, escritos y sentencias. 
Como magistrado ponente de la Sala Constitucional, Gaona enfrentó a los carteles de narcotraficantes en Colombia, especialmente debido a su posición sobre la constitucionalidad del Tratado de Extradición entre Colombia y los Estados Unidos, de quien muchos consideran el cerebro de su interpretación jurídica, lo que lo enfrentó al capo Pablo Escobar, jefe del Cartel de Medellín. El Magistrado Gaona era defensor de Derechos Humanos, y como magistrado había propiciado el cambio de jurisprudencia relacionada con el recorte de facultades a la Fuerza Pública y con la necesidad de respetar la competencia de la Corte para juzgar decretos de Estado de Sitio.

### Muerte
Manuel Gaona Cruz fue asesinado el 7 de noviembre de 1985 durante la retoma del Palacio de Justicia perpetrada por el ejército y la policía de Colombia, luego de la toma de esa edificación por parte de la guerrilla del M19. Según los informes, el entonces magistrado salió vivo del Palacio pero luego apareció muerto al interior del mismo y fue llevado a la morgue de Medicina Legal.   